# Vandopsis shanica
Vandopsis shanica är en orkidéart som först beskrevs av Phillimore och William Wright Smith, och fick sitt nu gällande namn av Leslie Andrew Garay. Vandopsis shanica ingår i släktet Vandopsis och familjen orkidéer.
Artens utbredningsområde är Burma. Inga underarter finns listade i Catalogue of Life.